# 更別站

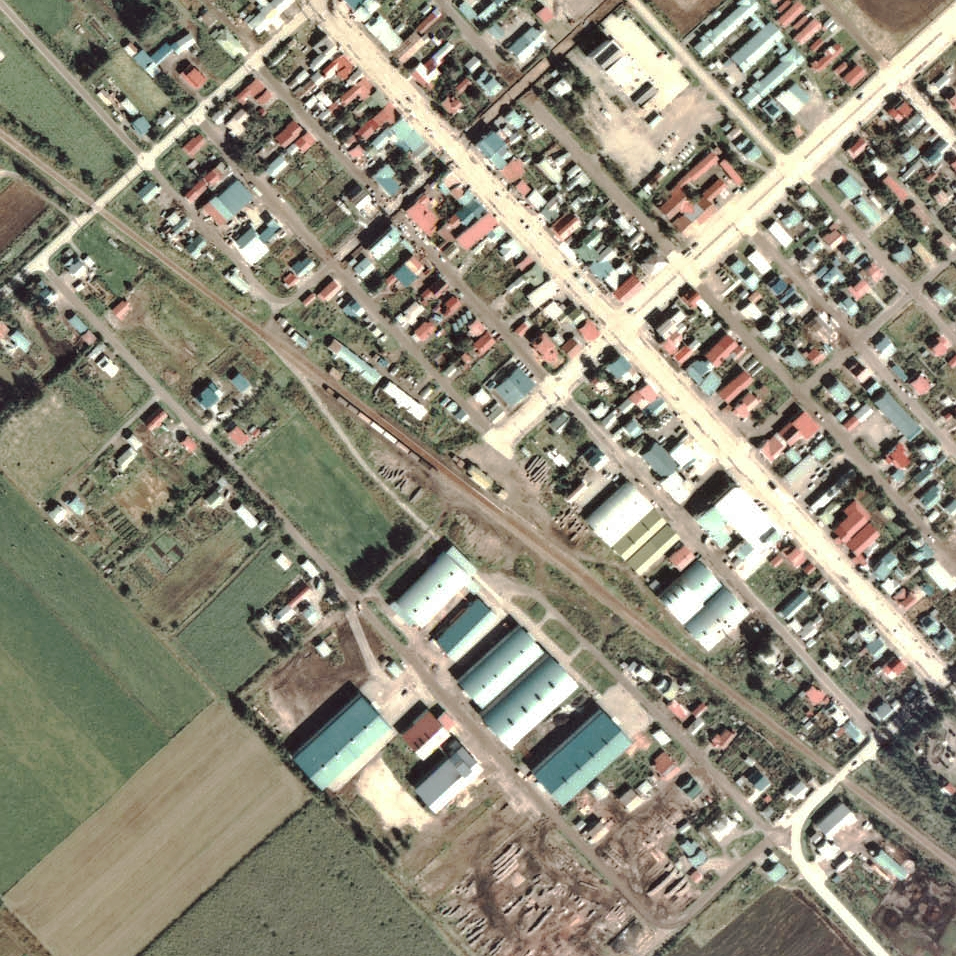
1977年的更別站與方圓約500米範圍。右下方是廣尾方向。

更別站（日语：／ Sarabetsu eki */?）是位於北海道河西郡更別村字更別，日本國有鐵道（國鐵）的廣尾線車站（廢站）。隨著廣尾線全線廢線，車站在1987年（昭和62年）2月2日廢除。

## 歷史
- 1930年（昭和5年）10月10日 - 國有鐵道廣尾線 中札內站至大樹站之間開通，此站啟用[1]。當時為一般車站[1]。
- 1982年（昭和57年）9月10日 - 車站結束處理貨物[1]。
- 1984年（昭和59年）2月1日 - 車站結束處理行李[1]。
- 1987年（昭和62年）2月2日 - 廣尾線全線廢除，此站也廢除[1]。

## 車站構造
截至車站廢除前，此站是地面車站，設有1面1線的單式月台。月台位於路軌東北方（廣尾方向的列車會開啟左邊車門）。曾經此站設有2面2線的相對式月台，當時可進行列車交會。於車站大樓對面的1線在廢除交會設備後變成側線（截至1983年（昭和58年），月台已經被撤走）。
另外，本線靠近廣尾一方設有路軌分支，連接車站大樓南邊的貨物月台（缺角式月台）和1條貨物側線。在側線中還有路軌分支，連接另一條側線。
此站是職員配置站。車站大樓位於站內東北方的月台中央部分。車站大樓比較狹小。
車站連接更別村農協專用線。

## 站名的由來
車站名稱取自所在地名。地名源自阿伊努語的「サル・ペツ」，其意思是「有蘆葦的河流」。

## 使用狀況
在1981年度（昭和56年度），1日平均上下車人次為178人。

## 車站周邊
車站位於火山灰下的農作地帶，盛產蘆筍和粟米。
- 北海道道470號更別停車場線、北海道道472號更南更別停車場線
- 國道236號（廣尾國道）[3]
- 更別村公所
- 帶廣警署（日语：帯広警察署）更別駐在所
- 更別郵局
- 北海道更別農業高等學校（日语：北海道更別農業高等学校）
- 更別村立更別中央中學
- 更別村立更別小學（日语：更別村立更別小学校）
- 更別村農業協同組合（JA更別村）
- 猿別川（日语：猿別川）[3]
- 更別川[3]
- 十勝巴士更別詢問處
- 十勝巴士（日语：十勝バス）「更別」巴士站

## 現況
截至1999年（平成11年），車站遺址設置了寫上「更別站」的紀念碑。該紀念碑由御影石製成，在1997年（平成9年）隨著紀念開村50年而建立，在紀念碑上半部分設有描繪車站大樓的陶瓷板，下半部分記載了廣尾線的意義和歷史。後後方刻上了站名牌的模樣。截至2010年（平成22年）和2011年（平成23年）也是同樣。車站大樓等設施已經被撤走，站內遺址變成空地。
車站周邊的農業倉庫等設置截至2010年（平成22年）還存在，保留了車站的氛圍。
另外截至2010年（平成22年），此站與上更別站之間跨越南4線川的大樑橋還存在。

## 相鄰車站
日本國有鐵道
廣尾線
中札内－更別－上更別

## 注腳
1. 1 2 3 4 5 6 7  石野哲（編）. . JTB. 1998: 890. ISBN 978-4-533-02980-6 （日语）.
2. 1 2 3 4 5 6 7  書籍《国鉄全線各駅停車1 北海道690駅》（小學館，1983年7月發行）139頁。
3. 1 2 3  書籍《北海道道路地図 改訂版》（地勢堂，1980年3月發行）13頁。
4. ↑  書籍《鉄道廃線跡を歩くVI》（JTB出版，1999年3月發行）38-40頁。
5. 1 2  書籍《北海道の鉄道廃線跡》（著：本久公洋，北海道新聞社，2011年9月發行）188頁。
6. 1 2 3  書籍《新 鉄道廃線跡を歩く1 北海道・北東北編》（JTB出版，2010年4月發行）87頁。